# Мужество быть
«Мужество быть» (англ. «The Courage to Be»; 1952) — философско-теологический труд одного из наиболее влиятельных теологов XX века Пауля Тиллиха с элементами экзистенциальной психологии и экзистенциальной философии.

## Содержание
Тиллих рассуждает над проблемой тревоги. Для Тиллиха тревога — это «крах ценностей», то есть реальной тревогой является то, что влияет на ценности и мировоззрение человека, что богослов описывает в контексте экзистенциальной психологии. Эта тревога, подобно как у Хайдеггера, заставляет человека чувствовать страх (в первую очередь перед небытием, то есть смертью, полным отсутствием сознания и бытия). В начале, Тиллих склоняется к вопросам, которые раньше изучили философы разных эпох к данной теме: мужество и отвага (Платон, Фома Аквинский), мужество и мудрость (стоики), мужество и самоутверждение (Спиноза), мужество и жизнь (Ницше) и делает общий вывод о бытие (как человеческом пространстве существования) и мужестве (как основа опоры человеческого существования). «Мужество быть», объединяет оба значения понятия «мужество»: онтологическое и этическое. Мужество как совершаемый человеком акт, подлежащий оценке, есть этическое понятие. Мужество как универсальное и сущностное самоутверждение человеческого бытия есть онтологическое понятие. Мужество быть — это этический акт, в котором человек утверждает свое бытие вопреки тем элементам своего существования, которые противостоят его сущностному самоутверждению.
Тиллих рассматривает три виды тревоги: биологическая тревога («тревога судьбы и смерти»), экзистенциальная тревога («тревога пустоты и отсутствия смысла») и онтологическая тревога («тревога вины и осуждения»). Под первой он понимает боязнь физической смерти и вопросы связаны с преодолением этого страха. Применительно ко второй Тиллих пишет о проблемах существования человека (личных, социальных, переосмысление целей в жизни и т.д) и поднимает вопрос о преодоления этих тревог и формировании своего «мужества быть», что позволяет выработать личную экзистенциальную стойкость. Наконец, важнейшим видом тревоги выступает для Тиллиха тревога онтологическая, связанная со страхом отчуждения и с вопросом о загробной жизни, где ответ на проблему онтологического страха небытия человека проявляется в религиозном опыте личной встречи человека с Богом. Тиллих пишет о смысле небытия и смысле отчаяния. Тиллих заканчивает свои размышления о человеке, который способен в тревоге вины и осуждения осознать Бога, после того как традиционные символы, помогавшие ему выстоять перед лицом этой тревоги, утратили силу, — Бог предстает как основа человеческого существования, истинная сущность человека. Мужество возвращается в виде безусловной веры, которая говорит жизни человека «да». Внутри веры все формы мужества восстановлены в силе Бога. Корень мужества быть — Бог, который появляется, когда Бог теизма исчезает в тревоге сомнения и появляется Бог выше теизма.